# Números Rojos
Números Rojos fue un programa emitido por Canal Sur en 1998. Dicho programa consistía en un concurso llevado a cabo semanalmente, en el que participaban cuatro personas con el objetivo de saldar sus deudas económicas por medio de los diferentes desafíos, pruebas y juegos que ofrecía el programa. El ganador podía saldar su deuda, mientras que el resto de concursantes, finalmente, adquirían como premio el dinero que iban acumulando durante las pruebas.  

## Presentadores
El primer presentador que dirigió Números Rojos fue Agustín Bravo, presentador de radio y televisión, que dos años después, durante la última temporada de dicho formato en octubre del 2000, sería sustituido por Rody Aragón, que aceptó el proyecto afirmando que "todo es limpio y familiar, el programa es muy blanco", admitiendo que se sentía identificado con su planteamiento.

## Premios
Recibió, durante dos años consecutivos, el premio "Geca" al programa de televisión más visto en las autonómicas.

## Equipo de producción
- Paloma Mora como Productora y Directora.
- José María Zafra Benjumea como Directivo Audiovisual.
- Pepe Oñate como Ayudante de Producción.
- Jorge Fuertes Sastre como Operador de Cámara.

## Productora
La productora sevillana "ZZJ Sa", una de las productoras de televisión más importantes en Andalucía, encuentra su mayor éxito en 'Números Rojos'. Además, fue esta productora la que consiguió que dicho programa cruzase fronteras, como en su adaptación brasileña así como la colaboración junto a la productora Ideas del Sur para su emisión en Argentina. 

## Recorridos fuera de Canal Sur
Durante el recorrido de la última temporada, el programa fue exportado a diferentes cadenas autonómicas, como fueron ETB2 (Euskal Telebista, televisión pública de la Comunidad Autónoma de Euskadi), Telemadrid (Televisión pública de la Comunidad de Madrid) o Canal 9 (Canal Nou, televisión pública de la Comunidad Valenciana).  
Aunque se emitió durante cinco temporadas en varias televisiones de la FORTA, fue en Canal Sur donde alcanzó gran popularidad tras registrar cuotas récords superiores al 40% en prime time. 
Además, fue el primer formato español emitido en Estados Unidos, bajo el nombre "Debt" (Deuda), emitiéndose cada tarde por Lifetime y que gracias a su éxito el canal ABC estuvo interesado en comprarlo para emitirlo en su horario de máxima audiencia. En él, los concursantes debían responder a preguntas como las de Trivial Pursuit demostrando poseer cultura general. En sus primeros meses de emisión 5000 personas solicitaron participar. La productora de este programa en Estados Unidos fue Buena Vista Televisión, filial de Walt Disney, su presentador fue Wink Martindale, Kurt Engstrom apareció como asistente en el papel de un guardia de seguridad y Julie Claire fue la locutora del programa.  
Por otro lado, también se emitió en algunos países de Latinoamérica.  
Por ejemplo, en Argentina se llevó a la pequeña pantalla de la mano de Ideas del Sur como productora y Horacio Cabak como presentador, quien condujo este formato, encontrando emotivo el objetivo del programa al ser consciente del gran porcentaje de la población con deudas pero sin ayudas. Además, el dinero ha de ir íntegramente destinado a saldar las deudas, no puede haber otro fin, y para ello cuentan con un equipo que maneja la parte legal así como la transacción del dinero. Antes del concurso se reclama la documentación de la deuda y se hace un registro y seguimiento antes y después de pasar por el programa. Horacio nos aseguró, en una entrevista, que si por ejemplo la deuda es de 4800 pesos y el concursante gana 5000, solo se le concederá el dinero para saldar la deuda y el resto se repartirá entre los demás participantes. Las historias de cada uno de los concursantes se hace pública, siempre aleccionadora, siempre emotiva (sin olvidarnos nunca de que son personas que están en problemas) es presentada con un armado de imágenes, texto, testimonios y música de fondo. Tanto el perfil de los participantes, las deudas y las razones de los endeudamientos responden a un patrón políticamente correcto: gente sencilla, noble, de buenos sentimientos y trabajadora que resulta víctima de un sistema injusto. El espíritu del programa estaba directamente relacionado con la crisis del país, más que con el excéntrico sueño de hacerse millonario de la noche a la mañana. En Argentina, como en cualquier otro país en el que consiga emitirse, este programa supone la posibilidad de encontrar oxígeno económico para quienes menos tienen.